# Guata
Guata è un comune dell'Honduras facente parte del dipartimento di Olancho.
Il comune risulta come entità autonoma già nel censimento del 1791.